# Dryobotodes virgata
Dryobotodes virgata là một loài bướm đêm trong họ Noctuidae.